# Cid Corman
Cid (Sidney) Corman (Boston, 29 giugno 1924 – Kyoto, 12 marzo 2004) è stato un poeta, traduttore e editore statunitense.
Personaggio chiave nella storia della poesia americana nella seconda metà del XX secolo, è noto anche per la pubblicazione della rivista Origin.

## Primi anni e opere
Corman nacque nel quartiere di Boston Roxbury e crebbe nel vicino quartiere di Dorchester. I suoi genitori provenivano entrambi dall'Ucraina. Fin da piccolo era un appassionato lettore e mostrò talento per il disegno e la calligrafia. Frequentò la Boston Latin School e nel 1941 entrò alla Tufts University, dove divenne membro della associazione Phi Beta Kappa e scrisse le sue prime poesie. Fu dispensato dal servizio militare nella seconda guerra mondiale per ragioni mediche e si laureò nel 1945.
Corman studiò per il master presso l'Università del Michigan, dove vinse il premio di poesia Hopwood, ma abbandonò gli studi quando gli mancavano due crediti. Dopo un breve periodo presso l'Università della Carolina del Nord a Chapel Hill, trascorse qualche tempo in giro per gli Stati Uniti, tornando a Boston nel 1948.
Qui partecipava a reading di poesia in biblioteche pubbliche e, con l'aiuto del suo amico di liceo Nat Hentoff, iniziò il primo programma radiofonico di poesia del paese.
Nel 1952 Corman scriveva: "Ho iniziato le mie trasmissioni settimanali, dal nome This Is Poetry, dagli studi di WMEX di Boston. Il programma consisteva di solito in quindici minuti di lettura di poesia moderna il sabato sera alle sette e trenta, ma mi presi alcune libertà leggendo brani da Moby Dick e dalle opere di Dylan Thomas, Robert Creeley e James Joyce". 
Nel programma venivano ospitati poeti come Robert Creeley, Stephen Spender, Theodore Roethke e molti altri di Boston o di passaggio nella città che leggevano le loro opere.
Trascorse qualche tempo a Yaddo, il rifugio degli artisti a Saratoga Springs. Fu in questo periodo che Corman cambiò il suo nome da Sydney al più semplice "Cid". Come Corman diceva conversando, questo cambio di nome - simile a quello di Whitman da Walter a Walt - segnalava i suoi esordi da poeta di un uomo comune.
Durante questo periodo, Corman si dimostrò un autore prolifico pubblicando oltre 500 poesie in circa 100 riviste dal 1954. Ritenne che questo fosse una sorta di apprendistato e nessuna di queste poesie fu mai pubblicata in un libro.

## Origine l'Europa
Nel 1951 Corman diede vita alla rivista Origin, dopo il fallimento di una rivista che Creeley aveva progettato. La rivista tipicamente pubblicava uno scrittore per numero e uscì, con delle interruzioni, fino alla metà degli anni 1980. I poeti pubblicati includevano Robert Creeley, Robert Duncan, Larry Eigner, Denise Levertov, William Bronk, Theodore Enslin, Charles Olson, Louis Zukofsky, Gary Snyder, Lorine Niedecker, Wallace Stevens, William Carlos Williams e Paul Blackburn. La rivista inoltre portò alla creazione della casa editrice Origin Press, che pubblicò libri di poeti analoghi e di Corman stesso e che rimane attiva tuttora.
Nel 1954, Corman vinse una borsa di studio Fulbright Fellowship (su segnalazione di Marianne Moore) e si trasferì in Francia, dove studiò per un breve periodo alla Sorbona. Si trasferì poi in Italia per insegnare l'inglese nella città di Matera. Fino ad allora Corman aveva pubblicato vari piccoli volumi, ma le sue esperienze italiane gli fornirono materiale per la sua prima importante opera, Sun Rock Man (1962). Sperimentò anche l'oral poetry, registrando su nastro magnetico poesie improvvisate. Questi nastri più tardi influenzarono i talk-poems di David Antin, uno dei principali esperimenti da cui emerse la performance poetry.
In questo periodo tradusse per primo in inglese Paul Celan, anche se non ebbe l'approvazione del poeta.

## Giappone
Nel 1958, Corman ottiene un posto da insegnante a Kyoto, con l'aiuto di Will Petersen o, secondo una fonte, del poeta Gary Snyder. Qui egli continuò a pubblicare e scrivere su Origin e nel 1959 diede alla stampe il primo libro di Gary Snyder, Riprap. Rimase in Giappone fino al 1960, quando tornò negli Stati Uniti per due anni. Tornato in Giappone si sposò con Konishi Shizumi, redattrice di telegiornali alla televisione giapponese. Corman cominciò a tradurre poesia giapponese, in particolare opere di Matsuo Bashō e Kusano Shimpei.
I Corman trascorsero gli anni tra il 1970 e il 1982 a Boston, dove tentarono invano di avviare varie piccole attività commerciali. Tornarono a Kyoto, dove rimasero, aprendo una caffetteria della CC's a Kyoto, "offrendo poesia e pasticceria di tipo occidentale".

## Opere più recenti
Corman è stato associato con la Beat Generation, i Black Mountain poets e gli objectivist, principalmente per il suo sostegno come redattore, editore e critico. Tuttavia nella sua carriera rimase indipendente da tutti i gruppi e mode.
Michael Carlson, che contribuì ad Origins e in corrispondenza con Corman a partire dal 1980, descrisse così il carteggio con Corman: "Quando ancora non c'erano le e-mail le sue notizie arrivavano per posta, aerogrammi scritti a macchina in modo fitto per sfruttare ogni centimetro di spazio, o cartoline postali con la sua elegante calligrafia. Essi erano di incoraggiamento, pettegoli e sempre di sfida; si aspettava che tutti uguagliassero il suo impegno per la poesia come modo di vivere. Ma erano anche divagazioni in altri entusiasmi condivisi: nel mio caso la sua passione per il baseball e il sumo, e spesso la difficoltà di risiedere nel costoso Giappone".
Fu un poeta prolifico fino all'epilogo della malattia, pubblicando più di 100 libri e opuscoli. Nel 1990 pubblicò i primi due volumi di OF con una selezione di circa 1500 sue poesie. Il terzo volume, con ulteriori 750 poesie, apparve nel 1998 e ne erano previsti altri due. Pubblicò anche diverse raccolte di saggi di ampio respiro. Le sue traduzioni (o co-traduzioni) includono Back Roads to Far Towns di Matsuo Bashō, Things di Francis Ponge, poesie di Paul Celan e raccolte di haiku.
Curiosamente Cid Corman non parlava, leggeva o scriveva in giapponese, anche se la sua traduzione, in collaborazione con Susumu Kamaike, di Oku No Hosomichi di Bashō (vedi sopra) è considerata stilisticamente una delle più accurate in lingua inglese. Corman inoltre si sentiva in grado di tradurre dal cinese classico senza nemmeno una conoscenza minima della lingua.
Una delle ultime apparizioni di Corman negli Stati Uniti fu nel 2003, nel sud del Wisconsin, al simposio e celebrazione del centenario in onore dell'amica e collega, la poetessa Lorine Niedecker. In quell'occasione, Corman parlò calorosamente del suo legame con la poetessa di Fort Atkinson (Wisconsin) (facendo ascoltare l'unico nastro audio noto del reading da opere della Niedecker). La Niedecker morì nel 1970, poco dopo che Corman era andato a trovarla. Come disse ad amici e ammiratori durante l'incontro nel 2003, Corman non era tornato ai rifugi di Black Hawk Island dal momento della sua prima (e unica) visita.
Morì a Kyoto il 12 marzo 2004 dopo essere stato ricoverato per una patologia cardiaca dal gennaio 2004.

### In italiano
- Essere continuato : un sacchetto di poesie, titolo originale: To be continued : a bag of poems; traduzione di Rita degli Esposti., Venezia, Supernova, 1988,  p. 125.
- Viene adesso (per Louise), titolo originale: Come now (for Louise), trad.: Rita Degli Esposti, Loiano, Gnams edizioni artigianali numerate, 2002,  p. 55.
- Da "Root song", a cura di Marco Datini, Cernusco sul Naviglio, Severgnini Stamperia d'arte, 1987,  p. 14.
- Gratis, traduzione di Franco Beltrametti, North Press, 1977,  p. 14.

#### Traduzioni in italiano
- Kusano Shimpei, Rane e altre cose, traduzione di Cid Corman, Susumu Kamaike e M. Datini jr.; collana Piccola fenice, Parma, Guanda, 1969,  p. 82.